# HMS Punjabi (F21)
O HMS Punjabi foi um navio contratorpedeiro operado pela Marinha Real Britânica e a décima segunda embarcação da Classe Tribal. Sua construção começou em outubro de 1936 na Scotts Shipbuilding and Engineering e foi lançado ao mar em dezembro do ano seguinte, sendo comissionado na frota britânica em março de 1939. Era armado com uma bateria principal de oito canhões de 120 milímetros e quatro tubos de torpedo de 533 milímetros, tinha um deslocamento de mais de 2,5 mil toneladas e alcançava uma velocidade máxima de 36 nós (67 quilômetros por hora).
O Punjabi foi designado para servir com a Frota Doméstica. Ele envolveu-se em operações na Campanha da Noruega em 1940 e foi seriamente danificado na Batalha de Narvik em abril, retornando ao serviço em junho e ajudando na evacuação de Saint-Nazaire. O navio atuou pelos dois anos seguintes na escolta de diferentes forças e comboios seguindo para diferentes campos de atuação na guerra. Durante uma dessas operações, em 1º de maio de 1942 no Comboio PQ 15 para a União Soviética, o Punjabi afundou depois de colidir com o couraçado HMS King George V.